# Холи Бредшоу
Холи Бетан Бредшоу (енгл. Holly Bethan Bradshaw), девојачко Близдејл (енгл. Bleasdale); Престон, 2. новембар 1991.) енглеска је атлетичарка која се специјализовала за скок с мотком. Некада је била британска рекордерка са висинама 4,87 метара (2012. у дворани) и 4,90 метара (2021. на отвореном). Бредшоу је освојила бронзану медаљу на Олимпијским играма 2020. Такође је освојила бронзу на Светском првенству у дворани 2012, злато на Европском првенству у дворани 2013, бронзу на Европском првенству 2018 и сребро на Европском првенству у дворани 2019. Тренира је Скот Симпсон.

## Одрастање и образовање
Холи Близдејл јсе бавила гимнастиком од своје шесте до своје 11. године, када је одлучила да се бави трчањем. Тек са 17 година први пут се опробала у скоку с мотком.
Холи Близдејл јсе школовала у Ланкаширу, у северозападној Енглеској. Похађала је Раншо Колеџ (енгл. Runshaw College) у Лејланду од 2008. до 2010. Потом је студирала спортске вежбе и науке на Манчестер Мет Универзитету путем учења на даљину како би јој се омогућило време за тренинг и такмичења у скоку мотком.

## Каријера
Холи Близдејл је у јуну 2010. оборила британски јуниорски рекорд у скоку с мотком, са висином од 4,35 м. Месец дана касније, учествовала је на Светском јуниорском првенству 2010. на којем је била фаворит за златну медаљу. Међутим, није успела да прескочи више од 4,15 м, што је резултирало бронзаном медаљом.
Близдејл је прво такмичење у сезони 2011. имала на Европском првенству у дворани где је завршила на 11. месту у квалификационој рунди, са најбољим прескоком од 4,45 м. Касније 2011. године представљала је Велику Британију на екипном Европском првенству, где је завршила на 5. месту.
У јуну 2011. Близдејл је поставила нови британски рекорд од 4,70 метара.
У јануару 2012, Близдејл је поправила британски рекорд у дворани на 4,87 м у Вилербану. Овим скоком је тада постала трећа на светској листи свих времена, иза Јелене Исинбајеве и Џен Сур. Касније те године, 11. марта, освојила је бронзану медаљу на Светском првенству у дворани одржаном у Истанбулу.
Близдејл је на Олимпијским играма 2012. у Лондону завршила међу првих 8.
Холи је освојиола злато на Европском првенству у дворани 2013. у Гетеборгу са висином од 4,67 метара. Овај резултат је остваран у додатним скоковима, пошто је претходно скочила 4,72 м, иста висина у истом броју покушаја као и Пољакиња Ана Роговска. Касније је изјавила у интервјуу да је могла да подели злато са Роговском, али је одлучила да скаче даље како би једино она освојила злато.
На Светском првенству у Пекингу 2015. Холи је наступала под презименом Бредшоу и прескочила је 4,70 м. Завршила је на 7. месту у финалу.

### Олимпијске игре 2016
Бредшоу је на Олимпијским играма у Рију 2016. прескочила 4,70 м из другог покушаја, али није успела у три покушаја на 4,80 м и завршила је као пета.

### 2017
На Светском првенству у Лондону 2017. завршила је на 6. месту скоком од 4,65 м и заузела шесто место.

### 2018
Бредшоу је освојила бронзану медаљу 9. августа на Европском првенству у Берлину, са прескоченом висином од 4,75 метара.

### 2019
Бредшоу је на Светском првенству 2019. у Дохи у финалу завршила на четвртом месту.

### 2021
На одложеним Олимпијским играма у Токију Бредшоу је освојила бронзану медаљу скоком од 4,85 м. 2021. је поставила и нови британски рекорд на отвореном, скоком од 4,90 м.

### 2024
Бредшоу је учествовала на Олимпијским играма 2024. али није прошла квалификациону рунду у скоку с мотком.

## Међународна такмичења
| Година                              | Такмичење                           | Место                               | Позиција                            | Дисциплина                          | Резултат                            | Белешка                             |
| Представљајући Уједињено Краљевство | Представљајући Уједињено Краљевство | Представљајући Уједињено Краљевство | Представљајући Уједињено Краљевство | Представљајући Уједињено Краљевство | Представљајући Уједињено Краљевство | Представљајући Уједињено Краљевство |
| ----------------------------------- | ----------------------------------- | ----------------------------------- | ----------------------------------- | ----------------------------------- | ----------------------------------- | ----------------------------------- |
| 2010                                | Светско првенство за јуниоре        | Монктон, Канада                     | 3.                                  | Скок мотком                         | 4.15 м                              |                                     |
| 2011                                | Европско првенство у дворани        | Париз, Француска                    | 11.                                 | Скок мотком                         | 4.45 м                              |                                     |
| 2011                                | Светско првенство                   | Даегу, Јужна Кореја                 | –                                   | Скок мотком                         | Без пласмана                        |                                     |
| 2012                                | Светско првенство у дворани         | Истанбул, Турска                    | 3.                                  | Скок мотком                         | 4.70 м                              |                                     |
| 2012                                | Олимпијске игре                     | Лондон, Уједињено Краљевство        | 6.                                  | Скок мотком                         | 4.45 м                              |                                     |
| 2013                                | Европско првенство у дворани        | Гетеборг, Шведска                   | 1.                                  | Скок мотком                         | 4.67 м                              |                                     |
| 2014                                | Светско првенство у дворани         | Сопот, Пољска                       | 9.                                  | Скок мотком                         | 4.55 м                              |                                     |
| 2015                                | Светско првенство                   | Пекинг, Кина                        | 7.                                  | Скок мотком                         | 4.70 м                              |                                     |
| 2016                                | Олимпијске игре                     | Рио де Жанеиро, Бразил              | 5.                                  | Скок мотком                         | 4.70 м                              |                                     |
| 2017                                | Светско првенство                   | Лондон, Уједињено Краљевство        | 6.                                  | Скок мотком                         | 4.65 м                              |                                     |
| 2018                                | Игре Комонвелта                     | Гоулд Коуст, Аустралија             | 4.                                  | Скок мотком                         | 4.60 м                              |                                     |
| 2018                                | Светски куп                         | Лондон, Уједињено Краљевство        | 1.                                  | Скок мотком                         | 4.75 м                              |                                     |
| 2018                                | Европско првенство                  | Берлин, Немачка                     | 3.                                  | Скок мотком                         | 4.75 м                              |                                     |
| 2019                                | Европско првенство у дворани        | Глазгов, Уједињено Краљевство       | 2.                                  | Скок мотком                         | 4.75 м                              |                                     |
| 2019                                | Светско првенство                   | Доха, Катар                         | 4.                                  | Скок мотком                         | 4.80 м                              |                                     |
| 2021                                | Европско првенство у дворани        | Торуњ, Пољска                       | = 3.                                | Скок мотком                         | 4.65 м                              |                                     |
| 2021                                | Олимпијске игре                     | Токио, Јапан                        | 3.                                  | Скок мотком                         | 4.85 м                              |                                     |
| 2023                                | Светско првенство                   | Будимпешта, Мађарска                | 29.                                 | Скок мотком                         | 4.35 м                              |                                     |
| 2024                                | Европско првенство                  | Рим, Италија                        | –                                   | Скок мотком                         | Без пласмана                        |                                     |
| 2024                                | Олимпијске игре                     | Париз, Француска                    | 28.                                 | Скок мотком                         | 4.20 м                              |                                     |

## Лични живот
Холи Близдејл се 2014. удала за свог дугогодишњег момка Пола Бредшоа, и од тада се такмичи под презименом Бредшоу.